# Хилл, Дьюли
Кари́м Дью́ли Хилл (англ. Karim Dulé Hill, род. 3 мая 1975, Ист-Брансуик, Нью-Джерси) — американский актёр, продюсер и чечёточник. Он известен по роли личного помощника президента Чарли Янга в сериале «Западное крыло» и продавца фармацевтики и частного детектива Бёртона «Гаса» Гастера в телесериале «Ясновидец». У него также были небольшие роли в фильмах «Клад» и «Это всё она».

## Биография
Хилл родился в Ист-Брансуике, штат Нью-Джерси у Дженнифер и Бартоломью Хиллшэр (когда он женился, то сократил своё имя до Хилл). Дьюли Хилл занимался балетом с раннего возраста и выступил в мюзикле «Tap Dance Kid» на Бродвее в качестве дублера Савиона Гловера, а затем играл роль на национальном туре шоу.
Хилл окончил Сейрвиллскую мемориальную военную среднюю школу в 1993 году в Сейрвилле, Нью-Джерси. Он продолжил обучение в университете Сетон Холл, а также обучался актёрскому мастерству в студии Уильяма Эспера. Хилл изучал финансы и бухгалтерский учёт в Университете Сетон Холл, когда он получил роль в «CityKids» Джима Хенсона. В одном из интервью USA Network, Хилл заявил, что он является христианином.

## Карьера
Его первой ролью в кино стал фильм «Шугар Хилл» в 1993 году, когда он ещё учился на втором курсе средней школы. За время учёбы в Сетон Холл, он сыграл главную роль в «Bring in 'da Noise, Bring in 'da Funk» на Бродвее.
В 1999 году Хилл получил роль Чарли Янга, личного помощника президента Джосаи Бартлета в исполнении Мартина Шина, в телесериале «Западное крыло». Во время шестого сезона сериала, Чарли стал специальным помощником начальника штаба. Хилл играл Чарли в течение шести сезонов, прежде чем решил покинуть шоу в начале седьмого сезона в сентябре 2005 года, чтобы сняться в пилотном эпизоде нового телевизионного шоу «Ясновидец», премьера которого состоялась 7 июля 2006 года. Однако когда было объявлено, что «Западное крыло» заканчивается в мае 2006 года, Хилл вернулся, чтобы сняться в последних эпизодах сериала.
У Хилл также были роли в фильме «Это все она» в 1999 году, где главные роли исполнили Фредди Принц-младший и Рэйчел Ли Кук, которые позже сыграли в «Ясновидце» вместе с Хиллом. В фильме и сериале «10.5 баллов» он сыграл доктора Оуэна Хантера из Лос-Анджелеса, а в диснеевском фильме Клад сыграл роль Сэма (сам фильм упоминается в одном из эпизодов «Ясновидца») и в «Спасателе».

## Личная жизнь
В 2004—2012 годах Хилл был женат на актрисе Николь Лин. 14 апреля 2017 года Хилл обручился со своей девушкой Жасмин Саймон, с которой встречался около года; свадьба состоялась в начале 2018 года. В конце мая 2019 года Хилл с супругой объявили о рождении своего первенца, мальчика, которого назвали Леви Дьюли Хилл (род. 10 мая 2019).

## Фильмография
| Год       |     | Русское название                      | Оригинальное название         | Роль                         |
| --------- | --- | ------------------------------------- | ----------------------------- | ---------------------------- |
| 1988      | ф   | Речные пираты                         | Good Old Boy: A Delta Boyhood | Роберт Ли                    |
| 1992      | с   |                                       | Ghostwriter                   | баскетболист                 |
| 1993      | ф   |                                       | City Kids                     | Джон                         |
| 1993      | ф   | Шугар Хилл                            | Sugar Hill                    | Ромелло Скаггз в 17 лет      |
| 1994      | с   | Полицейские под прикрытием            | New York Undercover           | Джорджи                      |
| 1995      | с   | Все мои дети                          | All My Children               | Саймон                       |
| 1995      | ф   | Новости Нью-Йорка                     | New York News                 | Рэймонд Гейтс                |
| 1997      | тф  |                                       | The Ditchdigger’s Daughters   | молодой Дональд              |
| 1997      | тф  | Цвет справедливости                   | Color of Justice              | Камил                        |
| 1997      | с   | Косби                                 | Cosby                         | Маркус                       |
| 1998      | с   |                                       | Smart Guy                     | Кэлвин Тирни                 |
| 1999      | с   |                                       | The Jamie Foxx Show           | чечёточник                   |
| 1999      | ф   | Это всё она                           | She’s All That                | Престон                      |
| 1999      | тф  |                                       | Love Songs                    | Лерой                        |
| 1999—2006 | с   | Западное крыло                        | The West Wing                 | Чарли Янг                    |
| 2000      | ф   | Военный ныряльщик                     | Men of Honor                  | Рэд Тэйл                     |
| 2003      | ф   | Клад                                  | Holes                         | Сэм                          |
| 2004      | ф   | 10.5 баллов                           | 10.5                          | доктор Оуэн Хантер           |
| 2005      | ф   | Жизнь как секс                        | Sexual Life                   | Джерри                       |
| 2005      | ф   | Счастливчик Эдмонд                    | Edmond                        | Шарпер                       |
| 2006      | кор |                                       | The Numbers                   | Брэйди                       |
| 2006      | ф   | Спасатель                             | The Guardian                  | Кен Уэзерли                  |
| 2006—2014 | с   | Ясновидец                             | Psych                         | Бёртон «Гас» Гастер          |
| 2007      | ф   | Шёпот                                 | Whisper                       | Детектив Майлз               |
| 2010      | ф   |                                       | Remarkable Power              | Регги                        |
| 2012      | ф   | Гейби                                 | Gayby                         | Адам                         |
| 2015      | ф   | Соус                                  | Gravy                         | Делрой                       |
| 2015—2017 | с   | Игроки                                | Ballers                       | Ларри Сиферт                 |
| 2017      | ф   | Ловкость                              | Sleight                       | Анджело                      |
| 2017      | с   | Сомнение                              | Doubt                         | Альберт Кобб                 |
| 2017—2019 | с   | Форс-мажоры                           | Suits                         | Алекс Уильямс                |
| 2017      | тф  | Ясновидец: Фильм                      | Psych: The Movie              | Бёртон «Гас» Гастер          |
| 2019—2021 | мс  |                                       | Muppet Babies                 | мистер Мэнни                 |
| 2020      | тф  | Ясновидец 2: Ласси возвращается домой | Psych 2: Lassie Come Home     | Бёртон «Гас» Гастер          |
| 2020      | с   | Чёрный понедельник                    | Black Monday                  | Маркус Дуэйн Уэйнрайт-третий |
| 2021      | ф   | Локдаун                               | Locked Down                   | Дэвид                        |
| 2021      | мф  |                                       | Night of the Animated Dead    | Бен                          |
| 2021      | ф   |                                       | Hypnotic                      | детектив Уэйд Роллинз        |
| 2021      | тф  | Ясновидец 3: Это Гас                  | Psych 3: This Is Gus          | Бёртон «Гас» Гастер          |
| 2021—2023 | с   |                                       | The Wonder Years              | Билл Уильямс                 |
| 2022      | с   | Это мы                                | This Is Us                    | Кенни Брукс                  |